# Crawfordville (Flórida)

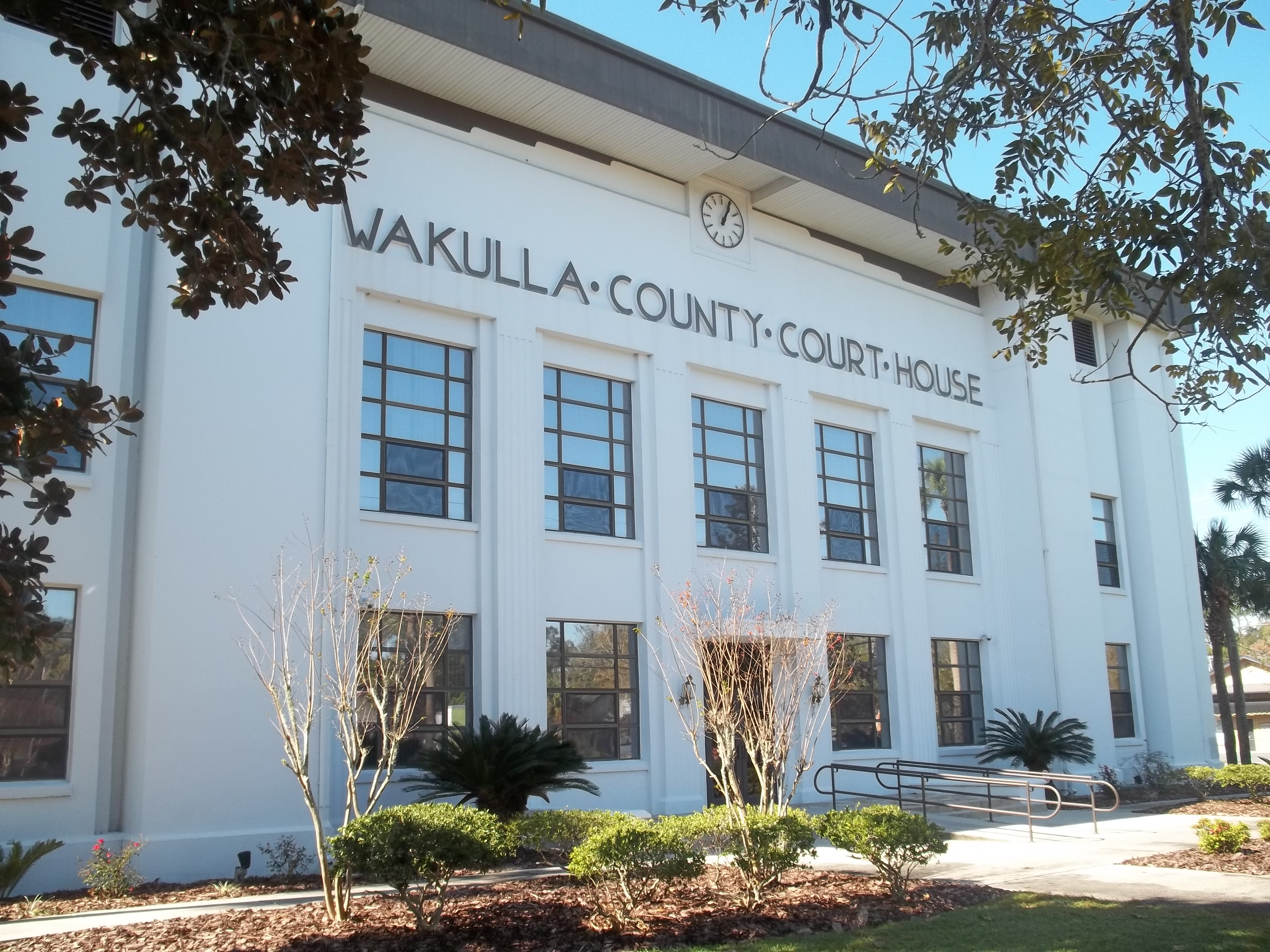
Tribunal do condado situado em Crawfordville.

Crawfordville é uma comunidade sem personalidade jurídica e sede do condado de Wakulla, Flórida, Estados Unidos.

## Pessoas notáveis
- Cecil H. Bolton, ganhador da Medalha de Honra, nasceu em Crawfordville.[2]
- O linebacker do Philadelphia Eagles, Nigel Bradham, nasceu em Crawfordville.[3]
- O consultor financeiro e personalidade da mídia Alvin Hall nasceu em Crawfordville.[4]